# Општина Ливези (Валча)
Ливези (рум. Livezi) општина је у Румунији у округу Валча.
Oпштина се налази на надморској висини од 249 m.